# 24186 Shivanisud
24186 Shivanisud là một tiểu hành tinh vành đai chính với chu kỳ quỹ đạo là 1308.8674021 ngày (3.58 năm).
Nó được phát hiện ngày 3 tháng 12 năm 1999.